# Destination X
Destination X was een professioneel worstel-pay-per-view (PPV) evenement dat georganiseerd werd door de Amerikaanse worstelorganisatie Impact Wrestling. Het evenement draait voornamelijk om de X Division talent van Impact. De evenementen in 2005, 2006, 2009 en 2010 hadden Ultimate X wedstrijden.
In januari 2011 werd er aangekondigd dat Destination X van maart naar juli zou verhuizen en van plaats zou wisselen met de traditionele juli-PPV van TNA, Victory Road. Op een aflevering van Impact! op 21 juni 2012, werd aangekondigd dat de huidige X Division Champion elk jaar de kans krijgt om hun titel op te geven voor een kans op het TNA World Heavyweight Championship bij Destination X. Op 11 januari 2013, kondigde TNA aan dat er alleen vier PPV's geproduceerd werden in 2013, waarvan Destination X werd afgevallen. Van 2013 tot 2017 werd Destination X geproduceerd als een speciale aflevering van Impact Wrestling.

## Evenementen
| Evenement          | Datum            | Stad                 | Locatie         | Main Event |
| ------------------ | ---------------- | -------------------- | --------------- | --- |
| Destination X 2005 | 13 maart 2005    | Orlando, Florida     | Impact Zone     | Jeff Jarrett (c) vs. Diamond Dallas Page in een Ringside Revenge match voor het NWA World Heavyweight Championship                                       |
| Destination X 2006 | 12 maart 2006    | Orlando, Florida     | Impact Zone     | Christian Cage (c) vs. Monty Brown voor het NWA World Heavyweight Championship                                                                           |
| Destination X 2007 | 11 maart 2007    | Orlando, Florida     | Impact Zone     | Christian Cage (c) vs. Samoa Joe voor het NWA World Heavyweight Championship                                                                             |
| Destination X 2008 | 9 maart 2008     | Norfolk, Virginia    | Norfolk Scope   | The Unlikely Alliance (Christian Cage, Kevin Nash & Samoa Joe) vs. The Angle Alliance (Kurt Angle, A.J. Styles & Tomko) in a Six Man Tag Team match      |
| Destination X 2009 | 15 maart 2009    | Orlando, Florida     | Impact Zone     | Sting (c) vs. Kurt Angle voor het TNA World Heavyweight Championship met Jeff Jarrett als Special Guest Referee en Mick Foley als Special Guest Enforcer |
| Destination X 2010 | 21 maart 2010    | Orlando, Florida     | Impact Zone     | A.J. Styles (c) vs. Abyss voor het TNA World Heavyweight Championship                                                                                    |
| Destination X 2011 | 10 juli 2011     | Orlando, Florida     | Impact Zone     | A.J. Styles vs. Christopher Daniels |
| Destination X 2012 | 8 juli 2012      | Orlando, Florida     | Impact Zone     | Bobby Roode (c) vs. Austin Aries voor het TNA World Heavyweight Championship                                                                             |
| Destination X 2013 | 18 juli 2013     | Louisville, Kentucky | Broadbent Arena | Bully Ray (c) vs. Chris Sabin voor het TNA World Heavyweight Championship                                                                                |
| Destination X 2014 | 31 juli 2014     | New York             | Grand Ballroom  | Lashley (c) vs. Austin Aries voor het TNA World Heavyweight Championship                                                                                 |
| Destination X 2015 | 10 juni 2015     | Orlando, Florida     | Impact Zone     | Kurt Angle (c) vs. Austin Aries voor het TNA World Heavyweight Championship                                                                              |
| Destination X 2016 | 21 juli 2016     | Orlando, Florida     | Impact Zone     | Lashley (c) vs. Eddie Edwards (c) voor het TNA World Heavyweight Championship en het TNA X Division Championship                                         |
| Destination X 2017 | 17 augustus 2017 | Orlando, Florida     | Impact Zone     | Bobby Lashley vs. Matt Sydal |